# 韦兴根
韦兴根（德語：Wechingen，發音：[ˈvɛçɪŋən]）是德国巴伐利亚州施瓦本行政区多瑙-里斯县的市镇，总面积24.02平方千米，2023年12月31日总人口为1,453人。